# チリ関係記事の一覧
チリ関係記事の一覧では、チリに関係する記事の一覧を分野別にまとめた。

## 全般
- チリ
- チリの国歌
- チリの国旗
- チリの国章
- チリ人
- 各年のチリの一覧
- チリスペイン語
- チリの標準時

## 地理
- チリの地方行政区分

### 州
- アイセン・デル・ヘネラル・カルロス・イバニェス・デル・カンポ州
- アタカマ州
- アリカ・イ・パリナコータ州
- アントファガスタ州
- コキンボ州
- 首都州 (チリ)
- タラパカ州
- ニュブレ州
- バルパライソ州
- ビオビオ州
- マウレ州
- マガジャネス・イ・デ・ラ・アンタルティカ・チレーナ州
- ラ・アラウカニア州
- リベルタドール・ベルナルド・オイギンス州
- ロス・ラゴス州
- ロス・リオス州

### 都市
- チリの都市の一覧
- サンティアゴ（首都）
- アリカ
- アントファガスタ
- イキケ
- コキンボ
- コンセプシオン
- タルカ
- タルカワノ
- チャニャラル
- テムコ
- バルパライソ
- プエルト・モント
- プンタ・アレーナス
- ランカグア

### 地形
- アンデス山脈
- インカワシ山
- オソルノ山
- オホス・デル・サラード
- チャイテン山
- トゥプンガート山
- ネバド・トレス・クルセス山
- ハドソン山
- パリナコータ山
- フィッツ・ロイ
- プジェウエ＝コルドン・カウジェ火山群
- ユーヤイヤコ
- パタゴニア
- 北パタゴニア氷原
- 南パタゴニア氷原
- チリの島の一覧
  - イースター島
  - ウェリントン島
  - オステ島
  - チロエ島
  - ドーソン島
  - ナバリノ島
  - フエゴ島
  - リエスコ島
- ティエラ・デル・フエゴ
- デスベントゥラダス諸島
- ファン・フェルナンデス諸島
- アコンカグア川
- ビオビオ川
- マウレ川
- ラハ川
- オイギンス湖
- ファグナーノ湖
- ヘネラル・カレーラ湖
- ランコ湖
- チリ中央峡谷
- アタカマ砂漠
- アタカマ塩原
- フロワード岬
- ホーン岬
- タイタオ半島
- ブルンスウィック半島
- ドレーク海峡
- マゼラン海峡
- モラレダ海峡
- ビーグル水道
- チリ領南極
- ペルー・チリ海溝

## 政府・行政
- チリ大統領の一覧
- モネダ宮殿
- 国民議会
  - 元老院（上院）
  - 代議院（下院）
- チリの政党
- チリの軍事
- チリ陸軍
- チリ海軍
  - チリ海軍艦艇一覧
- チリ空軍
- カラビネーロス・デ・チレ

## 国際関係
- チリ大使館
  - 在チリ日本国大使館
  - 駐日チリ大使館
- 太平洋同盟
- 南米諸国連合
- メルコスール
- 日本とチリの関係
  - 日本・チリ経済連携協定
  - 日系チリ人

## 文化・歴史
- チリの世界遺産
  - インカ道
  - スウェル
  - チロエの教会群
  - ハンバーストーンとサンタ・ラウラの硝石工場群
  - ラパ・ヌイ国立公園
- アイマラ
- マプチェ族
- ヤーガン族
- アタカマの巨人
- ピグチェン（マプチェ族に伝わる伝説上の生物）
- モアイ
- チリ料理
- パステル・デ・チョクロ（伝統料理）
- チリワイン
- チリ文学
- ビニャ・デル・マール音楽祭
- インティ・イリマニ
- キラパジュン
- デ・サローン
- クダイ
- ラ・ノビア（楽曲）
- アカデミー国際長編映画賞チリ代表作品の一覧
- ウアッソ
- チリの歴史
- アラウコ戦争
- アラウカニア制圧作戦
- 太平洋戦争 (1879年-1884年)
- バルパライソ条約
- チリ・クーデター

## 経済・産業
- チリ・ペソ
- チリの奇跡
- コデルコ（チリ最大、世界最大手の銅会社）
- チュキカマタ（銅山）
- エルテニエンテ（銅山）
- LATAM航空グループ
  - LATAM チリ
- スカイ航空
- チリの鉄道
- チリ国鉄
- サンティアゴ地下鉄
- エンテル（チリ最大の電気通信社）
- ソシエダード・キミカ・イ・ミネラ・デ・チリ（チリ最大の化学メーカー）
- エンプレサス・フェリア（音楽事業会社）
- コンチャ・イ・トロ（チリ最大のワインメーカー）
- ビーニャ・オチャガビア（ワインメーカー）

## 施設
- チリの空港の一覧
  - アルトゥーロ・メリノ・ベニテス国際空港
  - カリエル・スール国際空港
  - セロ・モレノ国際空港
  - ディエゴ・アラセナ国際空港
  - プレジデンテ・カルロス・イバニェス・デル・カンポ国際空港
  - マタベリ国際空港
  - ランカグア空港
- サンティアゴ中央郵便局
- チリ大学
- サンティアゴ・デ・チレ大学
- チリ・カトリック大学
- コンセプシオン大学
- サンティアゴ図書館
- チリ国立自然史博物館
- エスタディオ・ナシオナル・デ・チリ
- エスタディオ・ラ・ポルタダ

## 自然
- チリの野鳥一覧
- カボ・デ・オルノス国立公園
- トーレス・デル・パイネ国立公園

## 災害・事件・事故
- チリ地震
  - アリカ地震（1868年）
  - イキケ地震（1877年）
  - チリ地震 (1960年)
  - チリ地震 (2010年)
  - イキケ地震 (2014年)
  - イヤペル地震（2015年）
- チリ沖地震
- コピアポ鉱山落盤事故
  - 2010年コピアポ鉱山落盤事故への反応
- ラン・チリ航空621便墜落事故

## スポーツ
- オリンピックのチリ選手団
- チリのサッカー選手一覧
- サッカーチリ代表
- プリメーラ・ディビシオン（サッカー国内リーグ1部）
  - CSDコロコロ
  - ウニベルシダ・カトリカ
  - クルブ・ウニベルシダ・デ・チレ
- 1962 FIFAワールドカップ（チリ開催）
  - サンティアゴの戦闘 (1962年FIFAワールドカップ)
- バスケットボールチリ代表
- ラグビーチリ代表
- チリのロデオ
- チリ・オープン（プロテニスツアー大会）

## 人物
- チリ人の一覧
- イサベル・アジェンデ - 小説家
- サルバドール・アジェンデ - 政治家。第29代大統領。
- クラウディオ・アラウ - ピアニスト
- アニータ・アルバラード - 女優。日本在住時に青森県住宅供給公社巨額横領事件に関係。
- マルレーネ・アーレン - 陸上競技選手。やり投げでオリンピック銀メダリスト。チリで唯一の女性メダリスト。
- ベルナルド・オイギンス - 軍人、政治家。チリ独立に貢献。
- クリスティナ・カルデロン - 文化活動家、著作家。最後のヤーガン族。
- カルロス・イバニェス・デル・カンポ - 政治家。第20・26代大統領。
- パトリシオ・グスマン - 映画監督
- アルベルト・ゲレーロ - ピアニスト、作曲家
- フェルナンド・ゴンサレス - テニス選手。オリンピック金メダリスト。
- マルセロ・サラス - サッカー選手
- アレクシス・サンチェス - サッカー選手
- カロリナ・ソト - 歌手
- ホセ・ドノソ - 小説家
- パブロ・ネルーダ - 詩人。ノーベル文学賞受賞者。
- カレン・パオラ - 歌手
- ミシェル・バチェレ - 政治家。第34・36代大統領。
- ビクトル・ハラ - 歌手
- ビオレータ・パラ - 音楽家
- セバスティアン・ピニェラ - 政治家。第35・37代大統領。
- アウグスト・ピノチェト - 軍人、政治家。第30代大統領。
- エリアス・フィゲロア - サッカー選手
- マヌエル・プラサ - 陸上競技選手。マラソンでオリンピック銀メダリスト。
- アレハンドロ・ホドロフスキー - 映画監督
- ロベルト・ボラーニョ - 小説家、詩人
- ニコラス・マスー - テニス選手。オリンピック金メダリスト。
- ガブリエラ・ミストラル - 詩人、外交官。ノーベル文学賞受賞者。
- ラウタロ - マプチェ族の指導者。スペイン人との戦いを指揮。
- マルセロ・リオス - テニス選手。世界ランキング1位を達成。